# Sophia Corri Dussek
Sophia Dussek o Sophia Corri Dussek (Edimburg, 1755-1847) fou una cantant, pianista i concertista d'arpa, esposa de Johann Louis Dussek.
Va ser molt aplaudida a Anglaterra en els concerts públics i de la cort; va ser contractada per una temporada a l'Òpera; hi assolí una bona acollida, però abandonà l'escena per no avenir-se amb les intrigues del teatre. Vídua el 1812, es casà amb M. Moralt, pel qual cosa era nora del fundador de la famosa nissaga, Adam Moralt. Es retirà a Paddington, on fundà una acadèmia de música. Publicà algunes sonates i valsos per a piano i arpa.